# Åbro Bryggeri
Åbro Bryggeri er et svensk bryggeri med aner tilbage til 1856, og med hovedsæde i Vimmerby i Småland. Virksomheden havde 230 ansatte i 2013 og en omsætning på 917 millioner svenske kronor. I 2013 var Åbro Bryggeri den tredje største leverandør af øl til Systembolaget, med 15,6 % af leverancerne (36.125.980 liter).
Åbros sortiment består udover øl også af sodavand, cider, vin, spirituosa og kaffe. De vigtigste varemærker, som Åbro Bryggeri selv fremstiller er bl.a. Åbro Original og Rekorderlig.